# Zeche Eintracht Tiefbau
Die Zeche Eintracht Tiefbau war ein Steinkohlen-Bergwerk in Essen-Freisenbruch.

## Geschichte

### Gründung

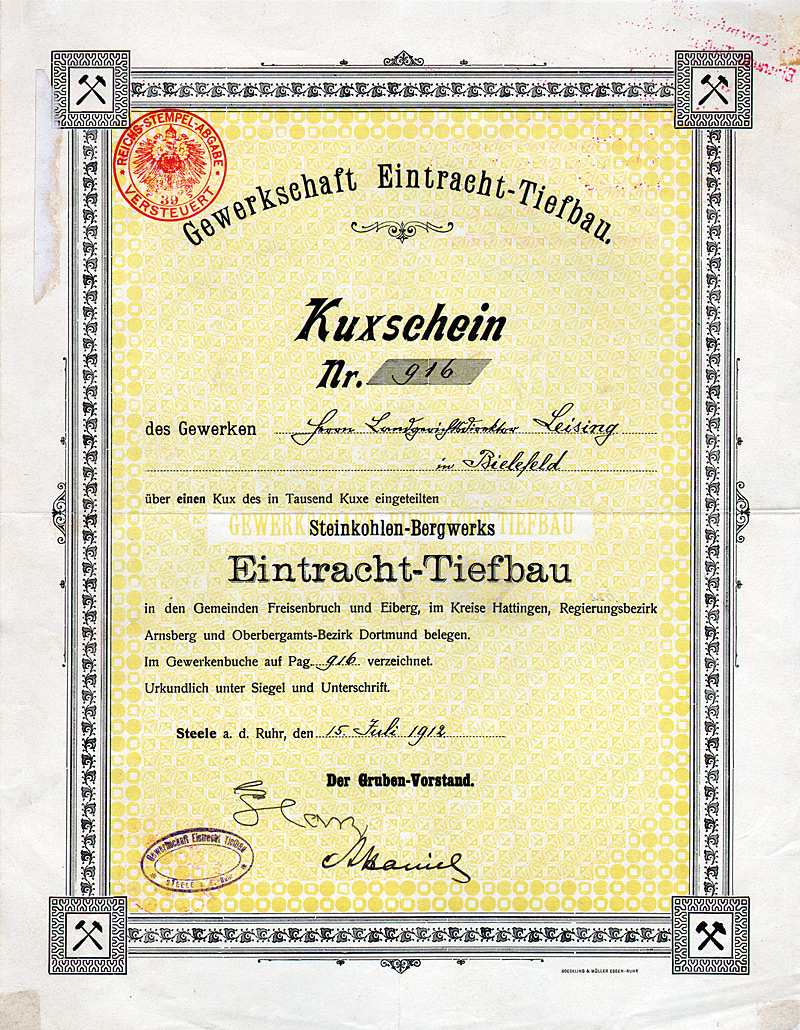
Kux-Schein der Gewerkschaft Eintracht-Tiefbau vom 15. Juli 1912

Die Zeche entstand als fortgeführter Tiefbaubetrieb einer schon seit längerer Zeit in Betrieb befindlichen Stollenzeche. Bereits 1765 wurde in Freisenbruch der Eintracht-Stollen in Betrieb genommen. Die Berechtsame dieses Stollenbetriebes wurde fortwährend vergrößert. 1818 wurde eine bergrechtliche Gewerkschaft gegründet. Mehrere große Grubenfeldbesitze wurden konsolidiert und die Stollenzeche wurde künftig als Gewerkschaft des Eintracht Erbstollen fortgeführt.
Nach zunehmender Erschöpfung der Vorräte auf Höhe der Erbstollensohle wurde die Gewerkschaft 1856 nach nochmaliger Grubenfeldvergrößerung mit Zeche Einigkeit zur Gewerkschaft des Steinkohlenbergwerks Eintracht Tiefbau konsolidiert. Im gleichen Jahr wurde südlich der Bochumer Landstraße in Freisenbruch mit dem Abteufen des Schachtes 1 (heute zwischen Bochumer Landstraße und Morungenweg) begonnen. Dieser konnte 1858 in Förderung gehen. Der alte Erbstollen wurde weiterhin als Wasserlösungsstrecke für die neuen tieferen Grubenbaue genutzt.
In den 1860er Jahren wurde ein zweiter Schacht namens Justus geteuft, welcher aber nicht lange in Förderung blieb. 
1883 wurde auf der Schachtanlage Eintracht Tiefbau 1 eine Kokerei angeblasen. Als sich nach 1890 ergab, dass die Zeche Eintracht Tiefbau vornehmlich Ess- und Magerkohlen wird abbauen können, wurden umfangreiche Aus- und Umbaumaßnahmen durch die Gewerkschaft Eintracht Tiefbau durchgeführt.
1894 wurde die Kokerei Schacht 1 wieder außer Betrieb genommen, da die Zeche nicht mehr ausreichend verkokbare Kohle förderte. 1897 erhielt Schacht 1 ein neues stählernes Fördergerüst. 1898 wurde nun für die Ess- und Magerkohlenförderung eine Brikettfabrik auf Schacht 1 in Betrieb genommen.
Von 1910 bis 1912 wurde neben Schacht 1 der Schacht 3 als neuer Hauptförderschacht abgeteuft und in Betrieb genommen. Dieser wurde mit einer Doppelförderung ausgestattet. Nach dessen Fertigstellung wurde der kleine Wetterschacht auf der Anlage II abgeworfen und verfüllt. Schacht 1 wurde als Wetterschacht fortgeführt. Die Förderung erreichte 630.000 Tonnen bei 1970 Beschäftigten.
Im Jahre 1987, über sechzig Jahre nach der Stilllegung der Zeche, sackte die Säule im verfüllten Schacht 3 plötzlich auf 380 Meter Tiefe ab. Die Auffüllung erforderte etwa 20.000 Tonnen Bergematerial, und die Schachtröhre würde mit einem 60 Metern dicken Betonpfropfen zum Tage gesichert.

### Eintracht Tiefbau II

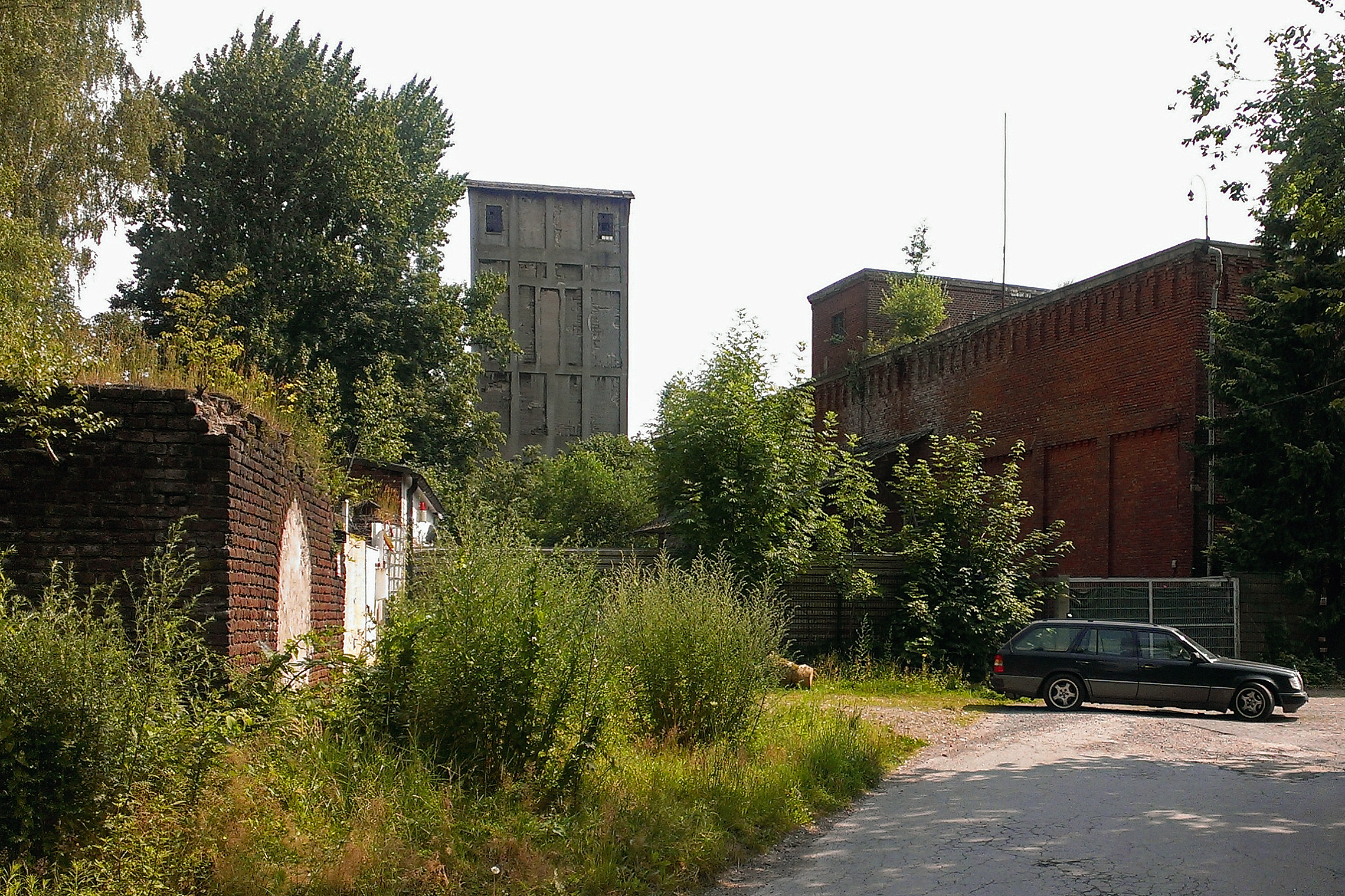
Kokskohlenturm mit Restgebäuden, 2013

Nach 1873 wurde eine zweite separate Betriebsanlage an der Alleestraße in Freisenbruch abgeteuft. Hier lag die oberste Kohleschicht nur 18 Meter unter der Erdoberfläche. Diese Anlage ging 1877 unter dem Namen Eintracht Tiefbau II mit dem dritten der insgesamt vier Schächte der gesamten Zeche Eintracht Tiefbau, dem Schacht Heintzmann in Betrieb. Schacht Heintzmann erhielt seinen Namen 1875 nach dem Gewerken und Landgerichtsrat Edmund Heintzmann, Sohn des Bergrates Heinrich Heintzmann.
1882 kam eine Kokerei hinzu, die bis 1913 mehrfach erweitert und modernisiert und 1914 schließlich stillgelegt wurde. 1913 wurde der heute noch erhaltenen Kokskohlenturm aus Beton errichtet. Der in seiner Bauart seltene Turm diente als Zwischenlager der Kokskohle auf dem Weg in die Kokerei.
Ab 1896 wurde ein kleiner gebrochener Wetterschacht abgeteuft (gebrochen = erst senkrecht, dann schräg abwärts führend).

### Stilllegung
Nach dem Ersten Weltkrieg ergab sich, dass die seinerzeit wirtschaftlich gewinnbaren Vorräte der Zeche nach und nach erschöpft waren. Zudem zeichnete sich für Magerkohle eine extreme Verschlechterung der Absatzsituation ab. Daher beschloss die Gewerkschaft Eintracht Tiefbau, die gesamte Förderanlage im Jahre 1925 stillzulegen. Am 1. August wurde die Zeche geschlossen.
Die Schächte wurden verfüllt und die Tagesanlagen abgebrochen. Das Grubenfeld wurde 1926 von der Gewerkschaft ver. Constantin der Große im Besitz der Friedrich Krupp AG erworben und in Reserve gehalten. 1937 erwarb die Gewerkschaft Langenbrahm das Grubenfeld. Teile des Grubenfeldes wurden Pachtweise an die Zechen Katharina, Neu Mecklingsbank und Lucia abgegeben.

## Heutiger Zustand

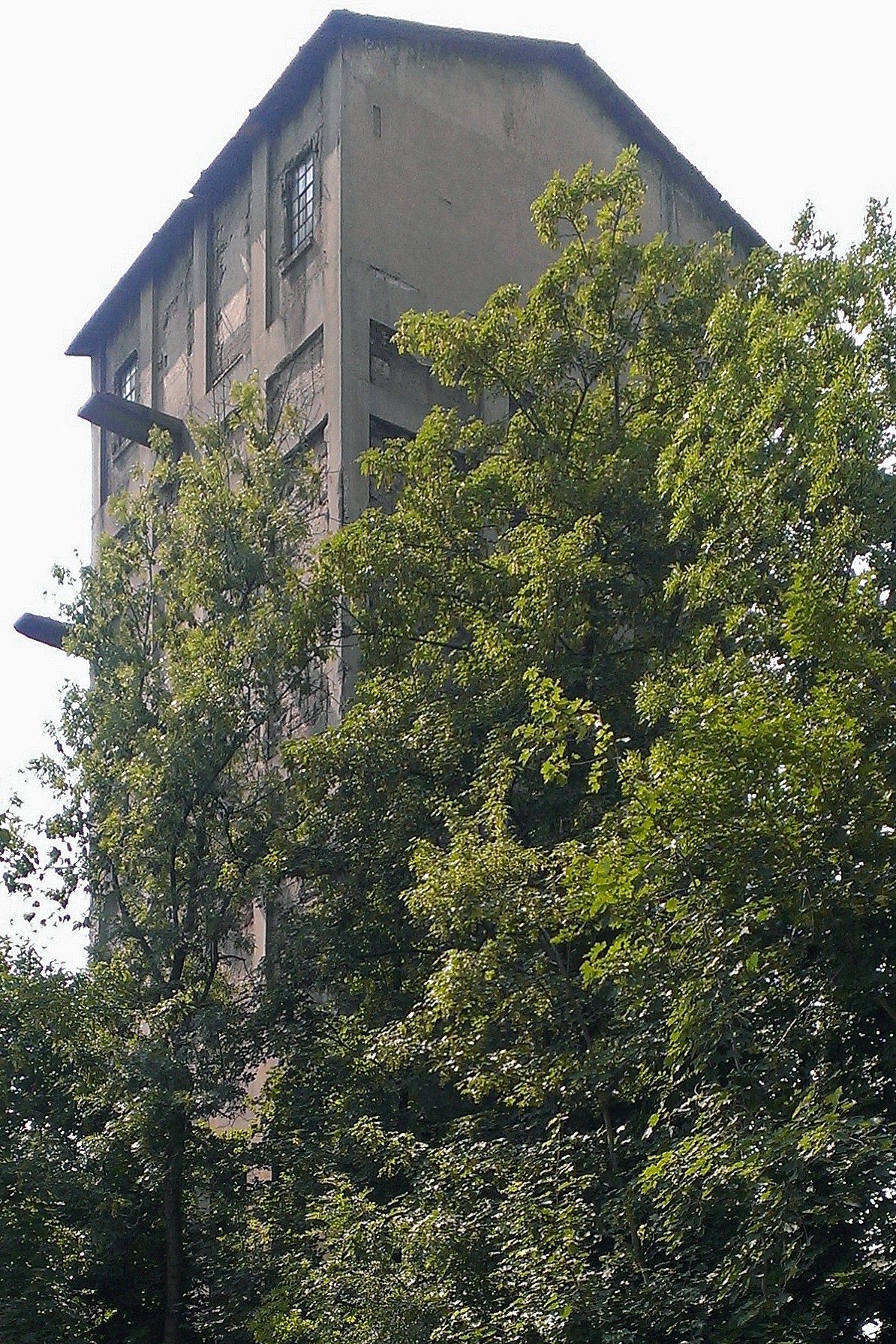
Kokskohlenturm

Nach erfolgtem Abbruch der Tagesanlagen sind von den Gebäuden der Zeche Eintracht Tiefbau keine Spuren mehr zu finden. Einige verbrochene Stollenmundlöcher in Freisenbruch können der alten Erbstollenzeche zugehörig gewesen sein.
Auf dem Schachtgelände Eintracht Tiefbau 1/3, im Winkel zwischen der Bochumer Landstraße und der Freisenbruchstraße, befindet sich an den Rändern heute eine Wohnbebauung, auf einer Grünanlage an der Bochumer Landstraße – hinter dem Kroeger-Polstermöbelmarkt – sind die Standorte der ehemaligen Schächte 1 und 3 anhand von Revisionsöffnungen mit Schachtabdeckungen und entsprechender Beschilderung noch zu erkennen, wobei sich Schacht 1 mit mehreren Entgasungsstutzen deutlich sichtbar direkt neben einem Parkweg auf einer Wiese befindet, Schacht 3 liegt dagegen etwas versteckt in einem Buschgelände neben einem Wohnhochhaus. Dieser Schacht 3 ist im Jahre 1987 bis auf eine Teufe von knapp 400 Metern abgesackt. Der Schacht musste danach aufwändig verfüllt werden und wurde abschließend mit einem 60 Meter dicken Betonpfropfen verschlossen.
Die ehemalige Anlage II – Schacht Heintzmann – befand sich am Ende der heutigen Alleestraße in Freisenbruch. Neben einigen Restgebäuden, in denen sich die Fettfabrik Dr. Fritz Velten als letztes Gewerbe befand, ist noch ein im Ruhrgebiet sehr seltener und daher historisch sehr wertvoller Kokskohlenturm vorhanden, um dessen Erhalt sich seit Jahren eine Bürgerinitiative bemüht. Die ehemaligen beiden Schächte, der Förderschacht Heintzmann und der Wetterschacht, sind durch Revisionsöffnungen mit Schachtabdeckungen und Beschilderung im Wald- und Buschgelände links von der verlängerten Alleestraße noch erkennbar. Der ehemalige Gleisanschluss zum heutigen Bahnhof Steele-Ost, früher Steele-Hbf, dessen Trasse durch den Bergmannsbusch führt, wurde zum Wander- und Radweg umgebaut. Am Sachsenring trägt eine Bushaltestelle der Buslinie 174 bis heute den Namen Schacht Heintzmann.